# Narciso Campero (província)
Narciso Campero é uma província da Bolívia localizada no departamento de Cochabamba, sua capital é a cidade de Aiquile.
A província de Narciso Campero possui este nome em homenagem ao ex-presidente boliviano Narciso Campero Leyes, que governou no período de 1880 a 1884. 